# 古龙镇 (重庆市)
古龙镇，是中华人民共和国重庆市大足区下辖的一个乡镇级行政单位。。2009年由古龍鄉改置。

## 歷史沿革
民國元年析萬古鎮地置興隆鄉，旋撤。24年復置興隆聯保，26年稱鄉，至解放相沿。1958年併入雍溪建為公社，1961年分置興隆公社。1981年改為古龍公社。1984年改為鄉。1985年轄白石、大石灣、古龍、天鵝、忠義、大林6村。2000年10月增設興隆街居委。2011年轄6村1社區。
- 舊古龍鄉（6）：白石村、古龍村、忠義村、大林村、大石灣村、天鵝村

## 行政区划
2014年撤銷興隆街社區和古龍村，合併設立古龍社區。
古龙镇下辖以下地区：
兴隆街社区、白石村、古龙村、忠义村、大林村、大石村和天鹅村。